# Quints
Quints es una Película Original de Disney Channel transmitida por primera vez en EE. UU. el 18 de agosto de 2000, por Disney Channel. Fue dirigida por Bill Corcoran y protagonizada por Kimberly J. Brown, Daniel Roebuck, Elizabeth Morehead, Robin Duke, Shadia Simmons, Jake Epstein y Don Knotts.

## Reparto
- Kimberly J. Brown - Jamie Grover
- Dan Roebuck - Jim Grover
- Elizabeth Morehead - Nancy Grover
- Shadia Simmons - Zoe
- Jake Epstein - Brad
- Robin Duke - Fiona
- Don Knotts - Gobernador
- Vincent Corazza - Albert